# 米科拉伊夫卡 (克羅皮夫尼茨基區)
48°48′57″N 32°10′23″E / 48.81583°N 32.17306°E
米科拉伊夫卡（烏克蘭語：Миколаївка），是烏克蘭的村落，位於該國中部基洛夫格勒州，由克羅皮夫尼茨基區的亞歷山德里夫卡市鎮負責管轄，海拔高度約153米，2001年該村落人口63。